# Jessica MacDonald
Jessica Anne Marie MacDonald (Windsor, 7 de diciembre de 1984) es una deportista canadiense que compite en lucha libre. Ganó tres medallas en el Campeonato Mundial de Lucha entre los años 2011 y 2013.

## Palmarés internacional
| Campeonato Mundial | Campeonato Mundial | Campeonato Mundial | Campeonato Mundial |
| Año                | Lugar              | Medalla            | Categoría          |
| ------------------ | ------------------ | ------------------ | ------------------ |
| 2011               | Estambul (Turquía) | Medalla de bronce  | 51 kg              |
| 2012               | Edmonton (Canadá)  | Medalla de oro     | 51 kg              |
| 2013               | Budapest (Hungría) | Medalla de bronce  | 51 kg              |